# Xian de Yanjin (Yunnan)
Pour les articles homonymes, voir Yanjin.
Le xian de Yanjin (盐津县 ; pinyin : Yánjīn Xiàn) est un district administratif au Nord de la province du Yunnan en Chine. Il est placé sous la juridiction de la ville-préfecture de Zhaotong.

## Démographie
La population du district était de 343 096 habitants en 1999.